# 尼基爾·卡內特卡爾
尼基爾·卡內特卡爾（英語：Nikhil Kanetkar，1979年5月13日—），前印度男子羽毛球運動員，專攻單打項目，男子單打世界排名最高第32位，曾代表印度參加2004年夏季奧林匹克運動會羽毛球比賽，現於自己創辦的羽球學校執教。

## 生平
尼基爾·卡內特卡爾出生於馬哈拉什特拉邦浦納的馬拉地人家庭。卡內特卡爾多年代表印度出賽，曾在斯里蘭卡國際賽（1998年）、法國圖盧茲公開賽（2003年）和南非國際賽贏得冠軍頭銜，此外，在1999年闖入級別較高的美國公開賽決賽是他職業生涯的最佳成績。
在綜合運動會的羽球賽場，卡內特卡爾曾代表印度獲得1998年英联邦运动会男子團體銀牌、2006年南亞運動會男團金牌與男單銀牌。2004年，卡內特卡爾代表印度參加雅典奧運會男子單打比賽，在淘汰賽首輪擊敗西班牙選手塞爾吉奧·略普斯，最後在第二輪賽事以10-15、6-15不敵第六種子、丹麥名將彼得·蓋德。
2011年，卡內特卡爾從國際賽場退役，並在家鄉浦納創辦以自己為名的羽球學校－尼基爾·卡內特卡爾羽球學院（Nikhil Kanetkar Badminton Academy），為當地首屈一指的青少年羽球訓練基地，培養過許多國手和世界級別的選手。
2017年，卡內特卡爾在全國壯年錦標賽35歲組獲得男子單打冠軍，同一年他代表印度參加在喀拉拉邦科契舉辦的世界壯年錦標賽，贏得男子單打35歲組季軍。

## 主要比賽成績
以下只列出曾進入準決賽的國際賽事成績：
| 年份   | 賽事                   | 項目           | 成績   |
| ------ | ---------------------- | -------------- | ------ |
| 1998年 | 斯里蘭卡羽球國際賽     | 男子單打       | 冠軍   |
| 1998年 | 大英國協運動會羽球比賽 | 男子團體       | 銀牌   |
| 1999年 | 美國羽毛球公開賽       | 男子單打       | 亞軍   |
| 2001年 | 蘇格蘭羽球國際賽       | 男子單打       | 亞軍   |
| 2003年 | 圖盧茲羽球公開賽       | 男子單打       | 冠軍   |
| 2004年 | 模里西斯羽球國際賽     | 男子單打       | 亞軍   |
| 2005年 | 南非羽球公開賽         | 男子單打       | 冠軍   |
| 2006年 | 維多利亞羽球國際賽     | 男子單打       | 亞軍   |
| 2006年 | 南亞運動會羽球比賽     | 男子團體       | 金牌   |
| 2006年 | 南亞運動會羽球比賽     | 男子單打       | 銀牌   |
| 2006年 | 印度羽球衛星賽         | 男子單打       | 亞軍   |
| 2009年 | 毛里裘斯羽毛球國際賽   | 男子單打       | 準決賽 |
| 2017年 | 世界壯年羽球錦標賽     | 男子單打35歲組 | 季軍   |

## 外部連結
- Nikhil Kanetkar Biographical information （页面存档备份，存于）
- Nikhil Kanetkar Badminton Academy （页面存档备份，存于）